# Kunsthalle Tübingen
La Kunsthalle Tübingen è un museo d'arte di Tubinga, in Germania.

## Storia
La Kunsthalle di Tubinga venne fondata nel 1971, in quello che era allora un nuovo quartiere edilizio a nord della città, da Paula Zundel e Dr. Margarethe Fischer-Bosch, figlie dell'inventore e imprenditore Robert Bosch. Presso la Kunsthalle vi vennero dedicate varie mostre espositive a importanti artisti moderni, tra cui Cézanne, Toulouse-Lautrec e Picasso. Nel 2017, dopo vari interventi di ristrutturazione, venne aperta una nuova area espositiva.